# タンポポ
タンポポ（蒲公英）は、キク科タンポポ属 (Taraxacum)  の総称である。多年生。市街地から郊外の農耕地や野原、高山に自生する代表的な野草で、多くはユーラシア大陸に自然分布する。中国植物名は、蒲公英（ほこうえい）。多くは春に黄色い花を咲かせ、花が咲き終わると花茎が倒伏して実を結び、もう一度立ち上がって、球状の白い綿毛をつけて風に乗ることで飛散する。日本ではカントウタンポポなど古来からある種類を在来種、日本に持ち込まれて帰化したセイヨウタンポポなどの外国原産種を外来種とよんでおり、在来種と外来種の雑種があることもわかっている。いずれの種も、食用やコーヒーの代用品、健胃などの薬用に利用できることが知られている。

## 名称
属名のタラクサクム属（英語: Taraxacum）は、ギリシャ語を起源とする「苦痛を癒やす」という意味に基づく（別説には、アラビア語で「苦い草」を意味する "tarakhshaqūn" に基づくともいわれている）。
和名「タンポポ」の由来は諸説あり、花後の姿が綿球のタンポに似ているので「タンポ穂」と呼ばれたとする説や、花茎を切り出して、その両側を細く切り裂いて水に浸けると反り返り、鼓の形になるので「タン・ポン・ポン」という音の連想からという説、タンポポが「鼓」を意味する幼児語であったことから、江戸時代に「ツヅミグサ（鼓草）」と呼ばれていたものが転じて、植物もタンポポと呼ばれるようになったとする説がある。日本語では古くは「フヂナ」「タナ」と呼ばれていた。地方によっては「カコモコ」「クジナ」「クズナ」「タンホホ」「ツヅミグサ」「デデポポ」「フチナ」「フジナ」「タンポグサ」などの方言名がある。
英語名の "Dandelion"（ダンディライオン）は、フランス語で「ライオンの歯」を意味する "dent-de-lion"（ダン＝ド＝リオン）に由来し、これはギザギザした葉がライオンの牙を連想させることによる。また綿毛の球状の部分を指し、崩れるように散っていく様から、"Blowball"（ブロウボール）とも呼ばれる。現代のフランス語では "Pissenlit" (ピサンリ) というが、これは「ベッドの中のおしっこ（おねしょ）」を意味する "piss-en-lit" が語源であり、タンポポに利尿作用があると考えられているためである。
中国の「蒲公英」は、モウコタンポポである。

## 特徴
道ばたや野原、草原に多い多年草で、広く一般によく知られている。日当たりの良いところでは、大きな群落をつくって黄色い花が地面を覆い、花後にできた白色の丸い冠毛が風に乗って飛び交う様子が春の風物詩となっている。生命力の強い植物で、アスファルトの裂目から生えることもある。都市部に多いのはセイヨウタンポポである。
地面を草丈は15センチメートル (cm) 内外で、花は一般に黄色であるが、白花もある。50センチメートル以上もの太く長いゴボウのような根を持ち、長いもので1メートル以上にもなる。葉は根元から直接放射状に出て生い茂り、細長くギザギザがあり、羽状に裂けるか、不整鋸歯がある。茎葉を傷つけると、白い乳液が出る。
花期は春（3 - 5月ごろ）で、花茎を出して黄色から白色の頭状花を一つ付け、花茎は分岐しない。頭状花は、多くの舌状花が集まってできている。頭状花の基部は、ふつうの花の萼に相当する総苞とよばれる部分に囲まれていて、数多くの総苞外片（総苞片）に包まれている。花が咲き終わると、花茎は一旦倒れ、数日後に再び立ち上がって、花を付けていたときよりも高く伸びる。立ち上がった花茎の先端にできる果実は、綿毛（冠毛）の付いた種子を作り、湿度が低いときに綿毛を球状に展開して、風によって飛び散る。自然界では、種は風によって様々な地に運ばれるが、その多くは発芽に適さない場所に落ち、ほんのわずかの種が発芽に適した地に落ちて芽を出す。
成長点が地面近くに位置するロゼット型の生育型で、茎が非常に短く葉が水平に広がっている。このため、表面の花や茎を刈っても容易に再び生え始める。撹乱の頻発する、他の植物が生きていけないような厳しい環境下で生えていることが多い。
古典園芸植物の一つで、江戸時代幕末には園芸化され、数十の品種があった。種蒔でも根からも繁殖でき、日当たりが良く、水はげが良い場所であれば栽培も容易である。根を長さ1センチメートルほどの長さに切って、土中に埋めておくと発根発芽し、種子でも容易に増殖できる。タンポポに酷似する野草にブタナがある。

### 花の特徴
花のつくりは非常に進化していて、植物進化の系統では、頂点に立つグループの一つである。
タンポポの種類を問わず、花は朝に開き、夕方に閉じる。雨が降らなければ、花は3日連続して、規則正しく開閉する。舌状花と呼ばれる小さな花が円盤状に集まり、頭花を形成しているため、頭花が一つの花であるかのように見える。舌状花1つに計5つの花びらを付けるが、1つに合着した合弁花冠であるため1つの花びらを付けているように見える。舌状花の中央部は雌蕊が伸び、雄蕊が計5本合着している。舌状花の下端には子房があり、その上部から白い冠毛が生えている。この冠毛は後に発達し、風によって種子を飛散させる役割を担う。

## 日本における在来種と外来種
日本でよく知られるタンポポには、古来から自生していた在来種（日本タンポポ）と、明治以降に外国から持ち込まれた外来種がある（現在は帰化種といわれている）。在来種は外来種に比べ、開花時期が春の短い期間に限られ、種の数も少ない。また、在来種が種子をつくるためには、他の株から花粉を運んでもらって実を結び子孫を増やす必要から、同じ仲間と群生している。一方で外来種は、一年中いつでも花を咲かせ、かつ一個体のみで種子をつくることができるため、在来種に比べて小さな種子をたくさん生産する。夏場でも見られるタンポポは概ね外来種のセイヨウタンポポである。
見分け方としては、花の基部を包んでいる緑の部分である総苞片を見てみると、反り返っているものが外来種（図1）で、反り返っていないものが在来種（図2）である。在来種は総苞の大きさや形で区別できる。しかし交雑（後述）の結果、雑種タンポポでも総苞片が反り返っているものが多くあり、単純に外見から判断できない個体が存在することが確認されている。
日本における分布は、人間が土地開発を行った地域に外来種が広がり、在来種は年々郊外に追いやられて減少しつつある。より個体数が多く目に付きやすいことから、「セイヨウタンポポが日本古来のタンポポを駆逐してしまった」という印象を持たれるが、実際には誤りであることは、在来種の生き方から理解されている。
セイヨウタンポポは在来種よりも生育可能場所が多く、かつ他の個体の花粉を受粉しなくても種子をつくることができる能力を持っているため繁殖力は高いが、相対的に種子が小さくて芽生えのサイズも小さくなるため、他の植物との競争に不利という弱点を持っている。そのため、他の植物が生えないような都市化した環境では生育できるものの、豊かな自然環境が残るところでは生存が難しくなる。
在来種はセイヨウタンポポよりも種子をつける数が少なくなっても、大きめの種子をつくる戦略を選んでいる。また、風に乗って飛ばされた種子は、地上に落下しても秋になるまで発芽しない性質を持っている。在来種が春しか花を咲かせない理由は、夏草が生い茂る前に花を咲かせて種子を飛ばしてしまい、夏場は自らの葉を枯らして根だけを残した休眠状態（夏眠）になって、秋に再び葉を広げて冬越しするという、日本の自然環境に合わせた生存戦略を持っているからである。

外来種と在来種の見分け方
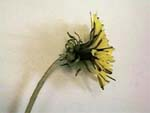
（図1）外来種の総苞片は、反り返る。
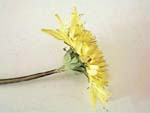
（図2）在来種の総苞片は、反り返らない。

### 交雑
在来種の各種とセイヨウタンポポは基本的に別種ではあるが、細胞中の酵素の性質の違い（アイソザイム）を用いた解析では交雑が起こっていることが報告されている。実際に、在来種と外来種も雑種が多いことがわかってきている。
以下の特徴を持つものが見られる。
- 総苞片が一部のみ反り返っている。ただし、シロバナタンポポは元よりこの特徴を持っている。
- 茎の背が低い（在来種の特徴）にもかかわらず、総苞片が反り返っている（外来種の特徴）。
- 開花時までは在来種相当に茎の背が低く、種子を綿毛として飛ばす段階になってセイヨウタンポポ相当まで茎を伸ばす。

|  |

## 利用

### 遊び
- 草笛 - タンポポの茎を笛として吹く。
- 綿毛吹き - 花が咲き終わって、種子が熟し球状となった綿毛を吹いて風に乗せる。

### 薬用
- 薬草・漢方薬 - タンポポに含まれる成分には、健胃・利尿・催乳などの効果がある。

根にステロール化合体、脂肪酸、糖質としてイヌリン・ラエブリン・マンナンを含んでいる。茎葉から分泌する白乳液の成分は、タラキシアチン、タラキシアセリン、イノシットなどである。ビタミンなども含んでおり、ビタミンB1は、花、根、茎の順に多く、葉にはビタミンB2、ビタミンA、ビタミンC、葉緑素などが含まれる。花の色素は、キサンソフィルなどを含む。
タンポポ属植物の開花前の根を付けた全草を、掘り上げて水洗いし、長さ2 - 3ミリメートルに刻んで天日干ししたものが生薬になり、蒲公英（ほこうえい）とよんでいる。花が開く前の根を掘り起こして、水洗いして天日干ししたのが生薬名で蒲公英根（ほこうえいこん）と称している。全体、特に根に苦味があり、健胃作用、解熱作用、利尿作用、および胆汁分泌の促進作用があるといわれており、健胃薬として用いられる。
民間療法として、食欲不振、胃の不調のときに、蒲公英1日量5 - 10グラムを、500 - 600 ccの水で、とろ火で半量になるまで煮詰めて煎じた汁を、食後3回に分けて服用する利用方法が知られている。
タンポポの葉から抽出されたT1は、顆粒膜細胞の増殖とその受容体応答能を増大することでステロイドホルモン合成を促進し、卵巣の内分泌機能を改善することが報告されている。また、動物実験において、T1経口投与によるエストロゲン受容体α・β、プロゲステロン受容体、FSH受容体の発現増加が報告されている。

### 食用
若葉、花、根が食用になる。どの種のタンポポも毒性はなく、食べられる。セイヨウタンポポの葉は古くから東ヨーロッパや中東で食用に供されており、多少の苦味があるがサラダなどにする。特にスロベニアでは人気がある。アメリカ合衆国の一部では、花弁を自家製醸造酒（タンポポワイン）の原料として用いる。日本ではカントウタンポポなどの在来種と外来種のセイヨウタンポポのいずれも食べられ、若葉を軽く塩ゆでして水にさらしてあく抜きし、おひたしや和え物、汁の実にしたり、天ぷら、炒め物にする。サラダには、花が開く前のロゼット状の葉を使う。根はきんぴら、かき揚げ、乾燥させてタンポポコーヒーにする。花は生で天ぷら、茹でて甘酢漬け、二杯酢や三杯酢などの酢の物、花酒にする。
- たんぽぽコーヒー - 乾燥させた根を炒ったものが、コーヒーの代用品として知られている[4]。カフェインを含まないので睡眠の妨げにならず、健胃に役立つと考えられている[4]。タンポポ茶ともいう。茎葉を利用したタンポポ茶もある。

### 工業製品の原料
ロシアンタンポポなどの品種の茎に含まれる乳液からゴムを採集する所もあり、住友ゴム工業やコンチネンタルなどのゴム製品メーカーがタイヤの主原料となる天然ゴムを取り出し実用化を目指している。

## 主な種
タンポポ属の分類は非常に複雑で、学説によって60種からそれ以上に分類される。グレートブリテン島とアイルランドでは、アポミクシスと倍数性の変異により約235種が確認された。日本の在来種には、カントウタンポポなど20種ほどがあるが、数の上ではヨーロッパから帰化したセイヨウタンポポが圧倒的に多い。日本全国に分布するが、地域により種が異なる。
次に記載する種は、森田竜義 (2017)「タンポポ属」『改訂新版 日本の野生植物 5』および YList による。

### 日本に分布する種
- シロバナタンポポ Taraxacum albidum Dahlst. - 日本の四国や九州を中心に分布[8]。
- ミヤマタンポポ Taraxacum alpicola Kitam. - 日本の高山地域で見られる[8]。
  - シロウマタンポポ Taraxacum alpicola Kitam. var. shiroumense (H.Koidz.) Kitam.
- ケイリンシロタンポポ Taraxacum coreanum Nakai
- オクウスギタンポポ Taraxacum denudatum H.Koidz. - 森田竜義 (2017) はキビシロタンポポのシノニムにしている[29]。
- キビシロタンポポ Taraxacum hideoi Nakai ex H.Koidz.
- カンサイタンポポ Taraxacum japonicum Koidz. - 関西地方以西に分布[8]。
- ツクシタンポポ Taraxacum kiushianum H.Koidz.
- オキタンポポ Taraxacum maruyamanum Kitam.
- モウコタンポポ Taraxacum mongolicum Hand.-Mazz.
- オオヒラタンポポ Taraxacum ohirense S.Watan. et Morita
- クシバタンポポ Taraxacum pectinatum Kitam.
- カントウタンポポ Taraxacum platycarpum Dahlst. var. platycarpum - 関東地方、山梨県、静岡県などに分布[8]。
  - シナノタンポポ Taraxacum platycarpum Dahlst. subsp. hondoense (Nakai ex Koidz.) Morita
  - セイタカタンポポ Taraxacum platycarpum Dahlst. var. elatum (Kitam.) Morita
  - トウカイタンポポ（ヒロハタンポポ）Taraxacum platycarpum Dahlst. var. longeappendiculatum (Nakai) Morita - 千葉県から和歌山県の太平洋岸に分布[8]。
- シコタンタンポポ（ネムロタンポポ）Taraxacum shikotanense Kitam.
- エゾタンポポ Taraxacum venustum H.Koidz. - 長野県北部より北の地域に分布[8]。
- ヤツガタケタンポポ Taraxacum yatsugatakense H.Koidz. - 森田竜義 (2017) はミヤマタンポポのシノニムにしている[29]。
- クモマタンポポ Taraxacum yesoalpinum Nakai ex H.Koidz.
- タカネタンポポ（ユウバリタンポポ）Taraxacum yuparense H.Koidz.

### 帰化種
- アカミタンポポ Taraxacum laevigatum (Willd.) DC.
- セイヨウタンポポ Taraxacum officinale Weber ex F.H.Wigg.

## タンポポの画像

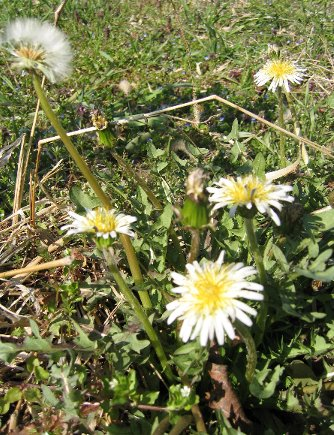
シロバナタンポポ
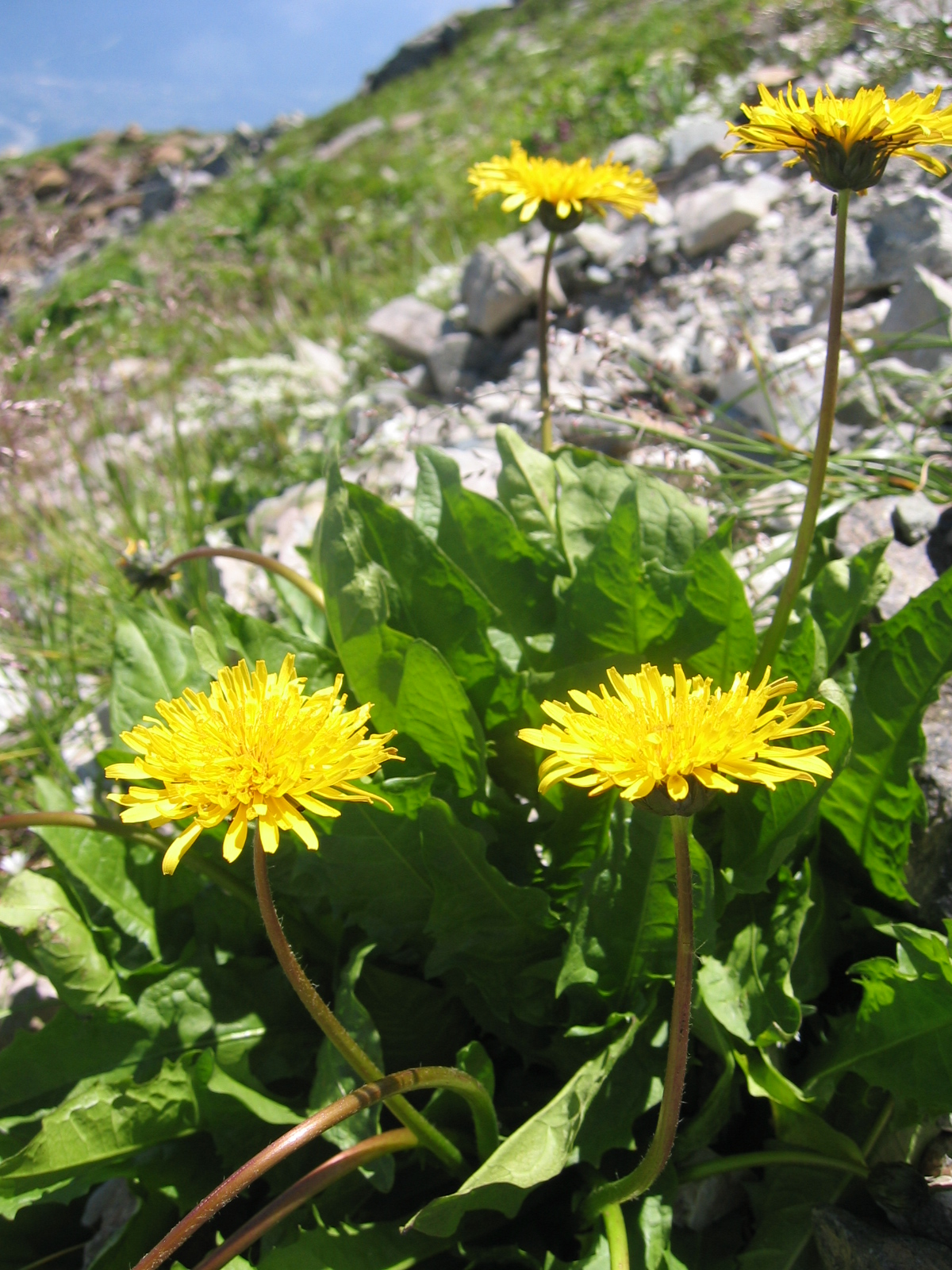
シロウマタンポポ
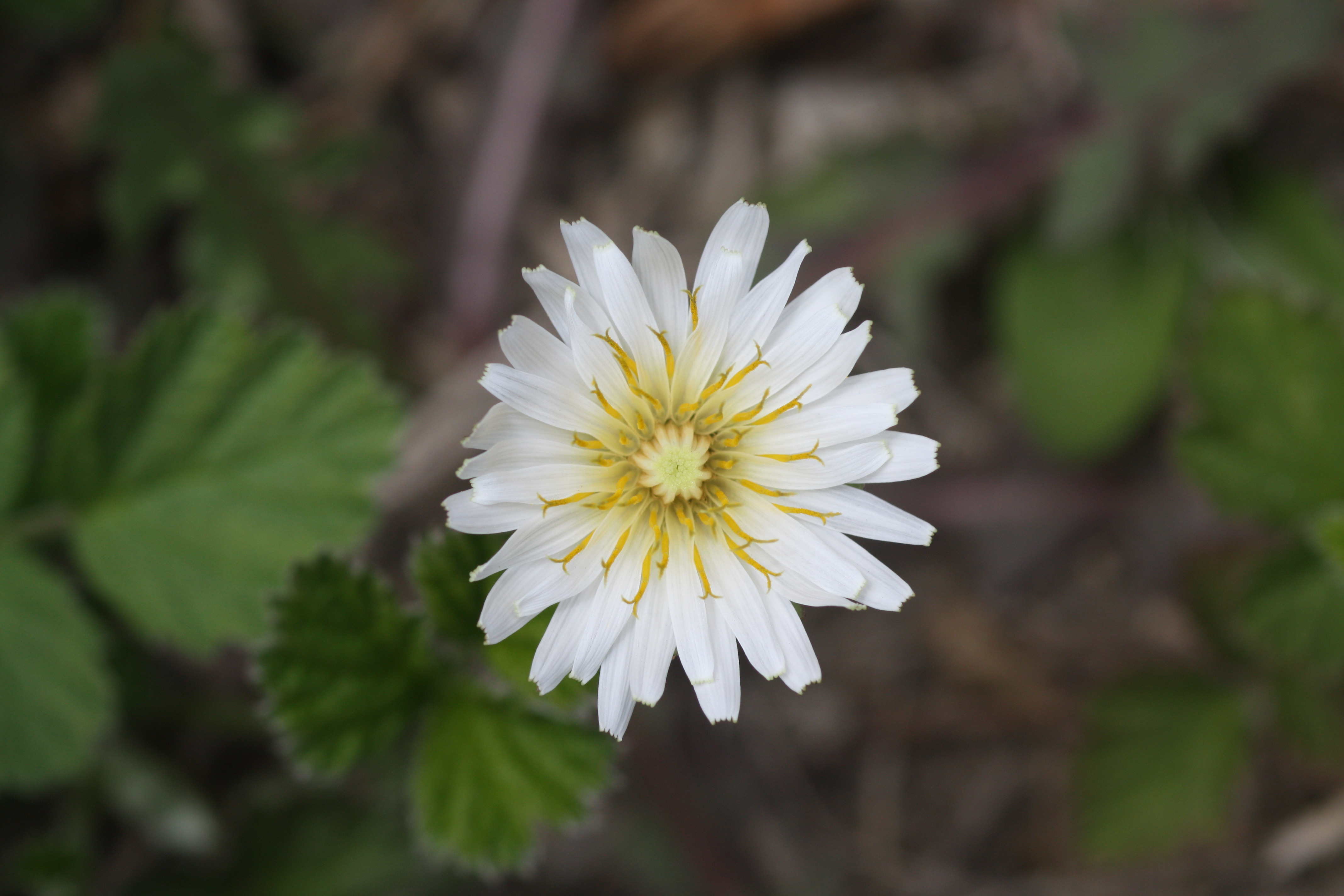
ケイリンシロタンポポ（本州中国地方、九州、朝鮮半島、中国の一部に分布）
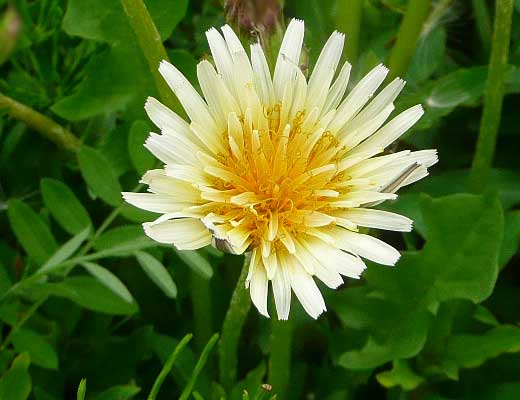
オクウスギタンポポ
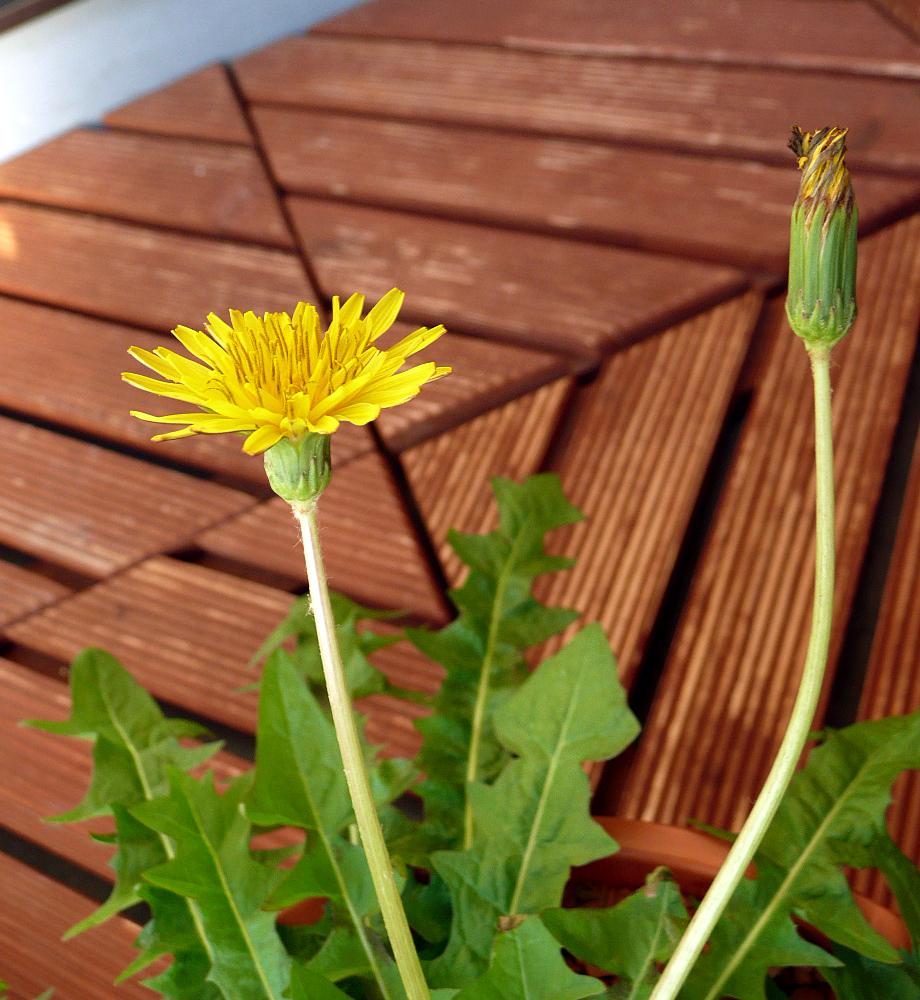
カンサイタンポポ
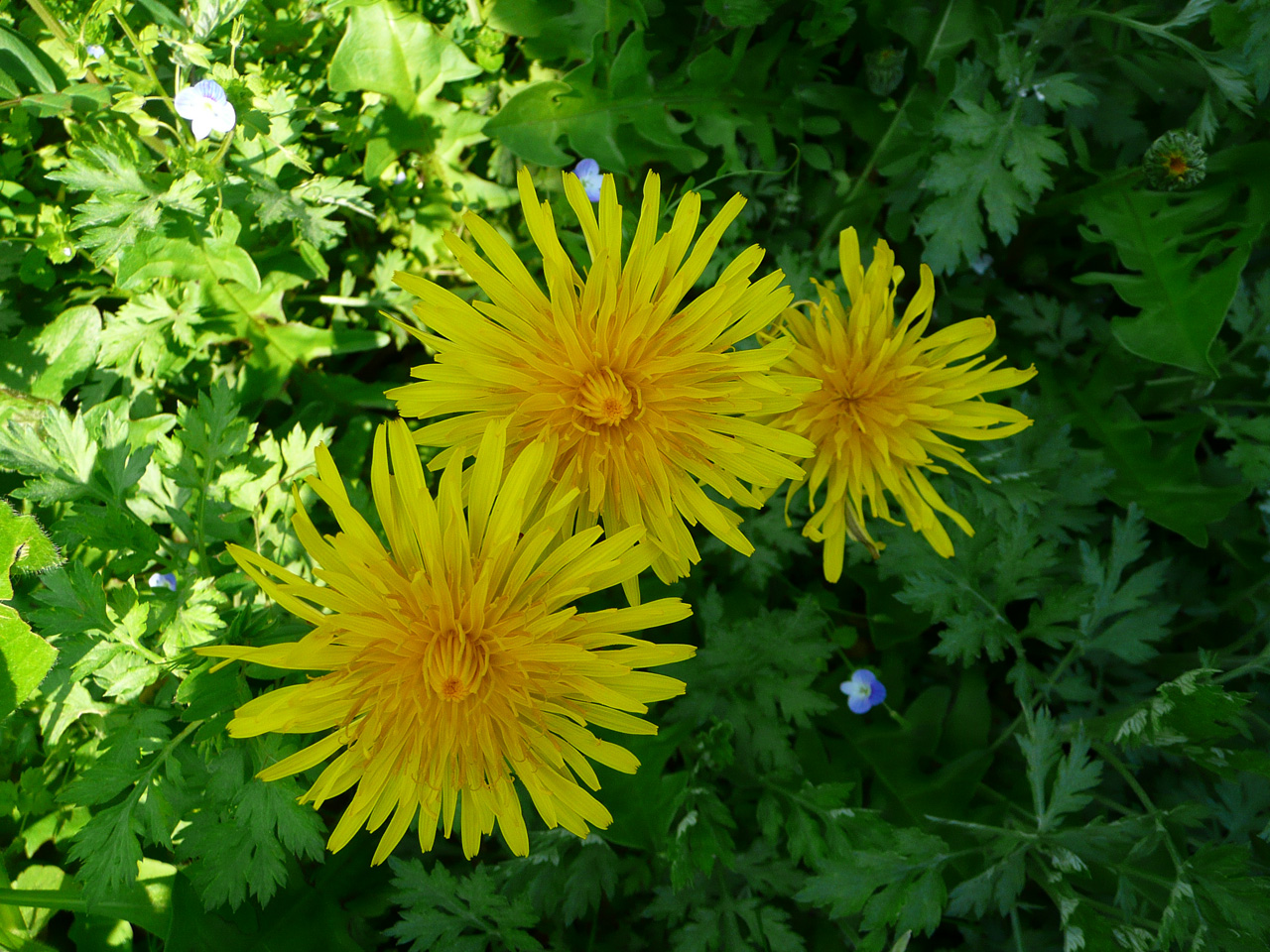
オキタンポポ
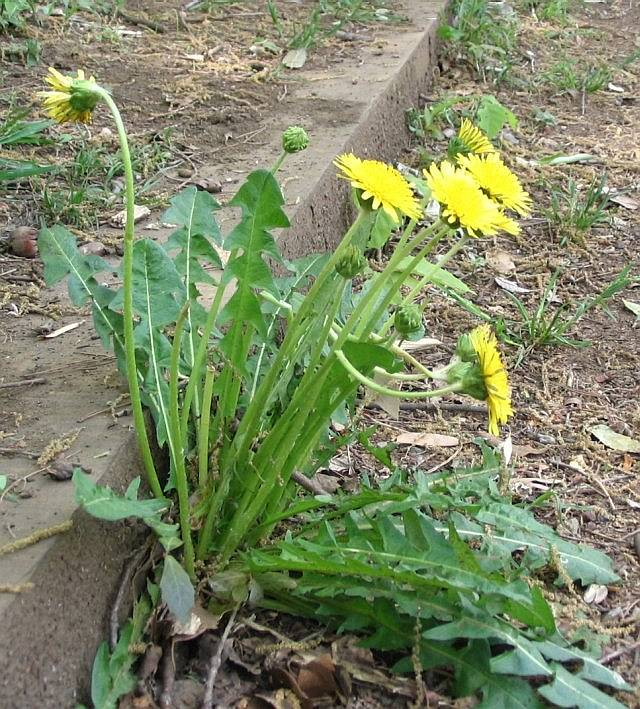
カントウタンポポ
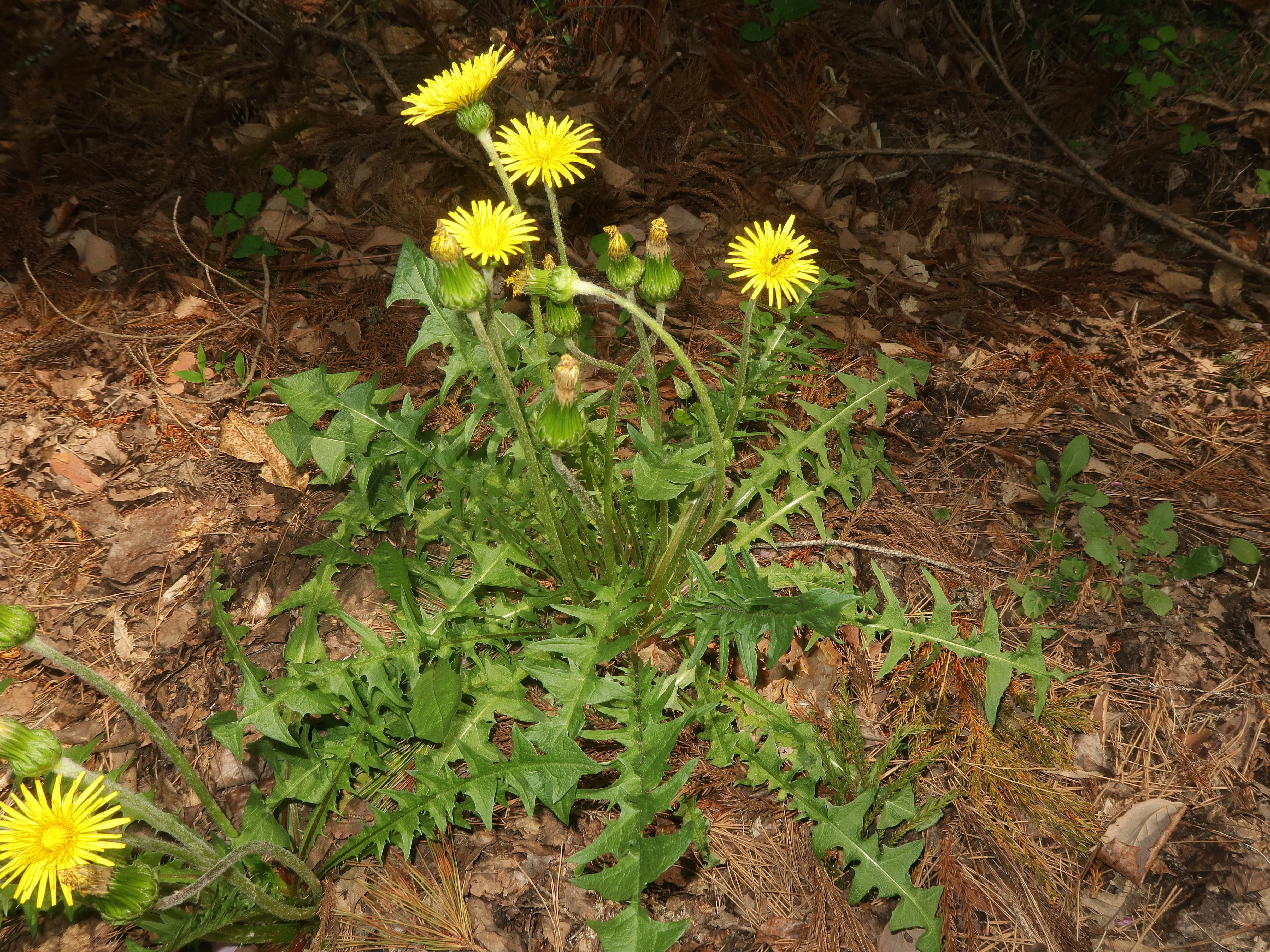
エゾタンポポ
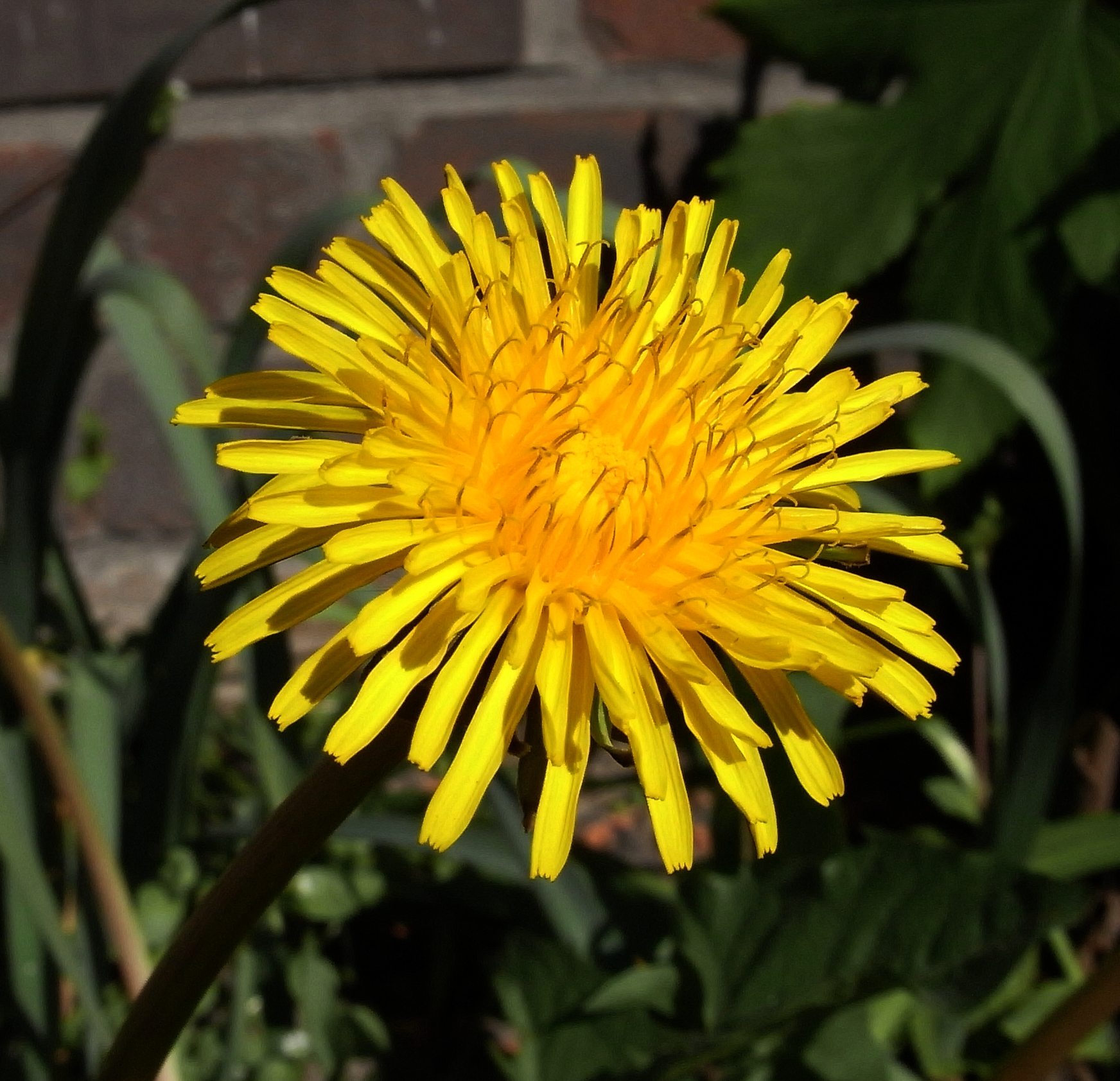
セイヨウタンポポ

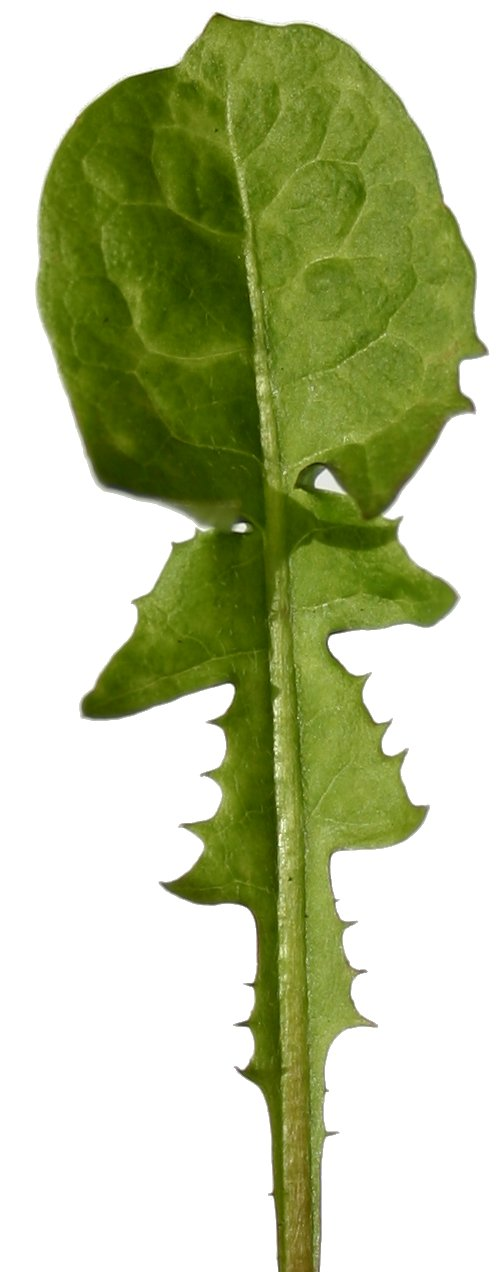
タンポポの葉
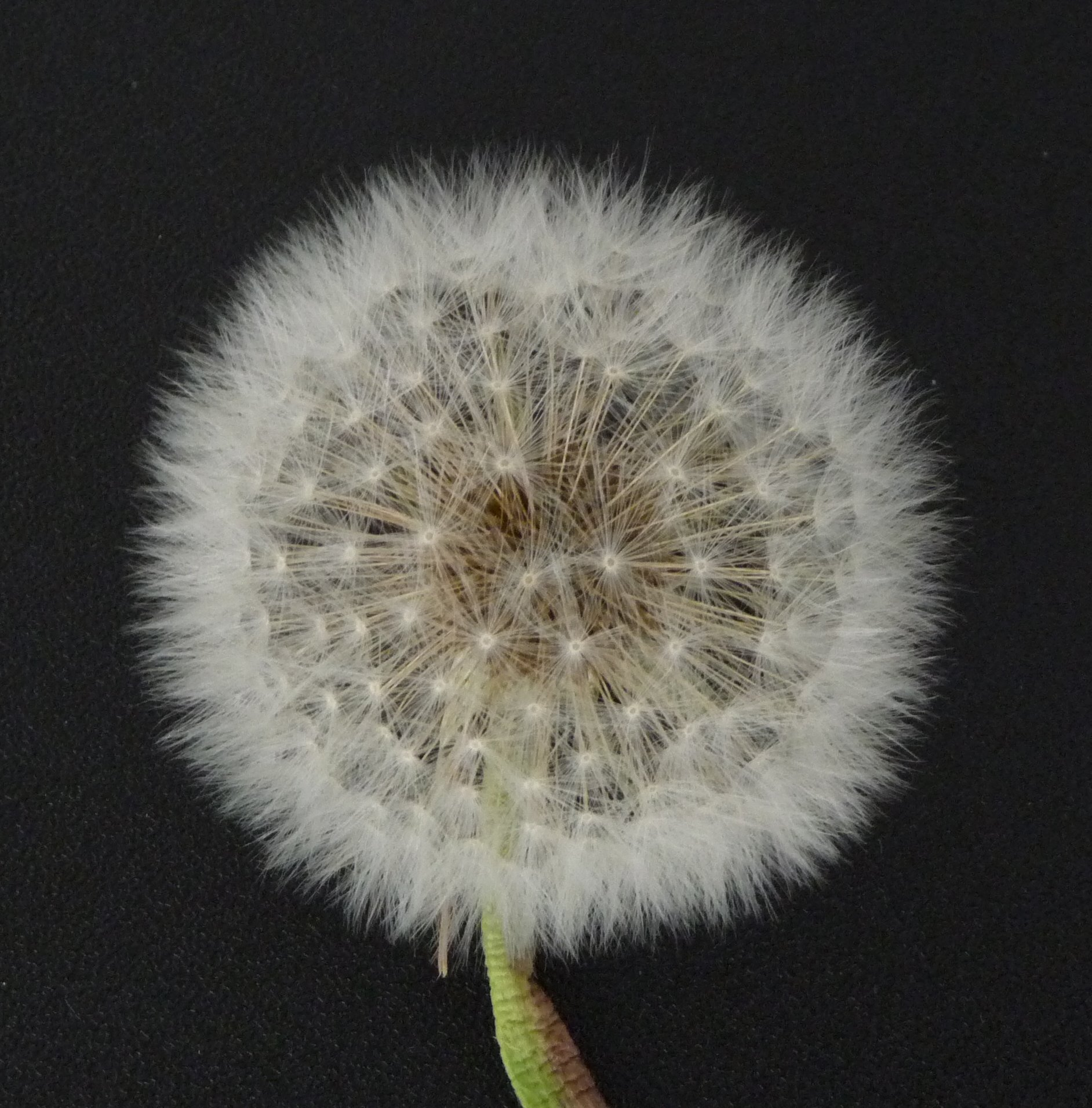
タンポポの種（綿毛）の展開直後の様子
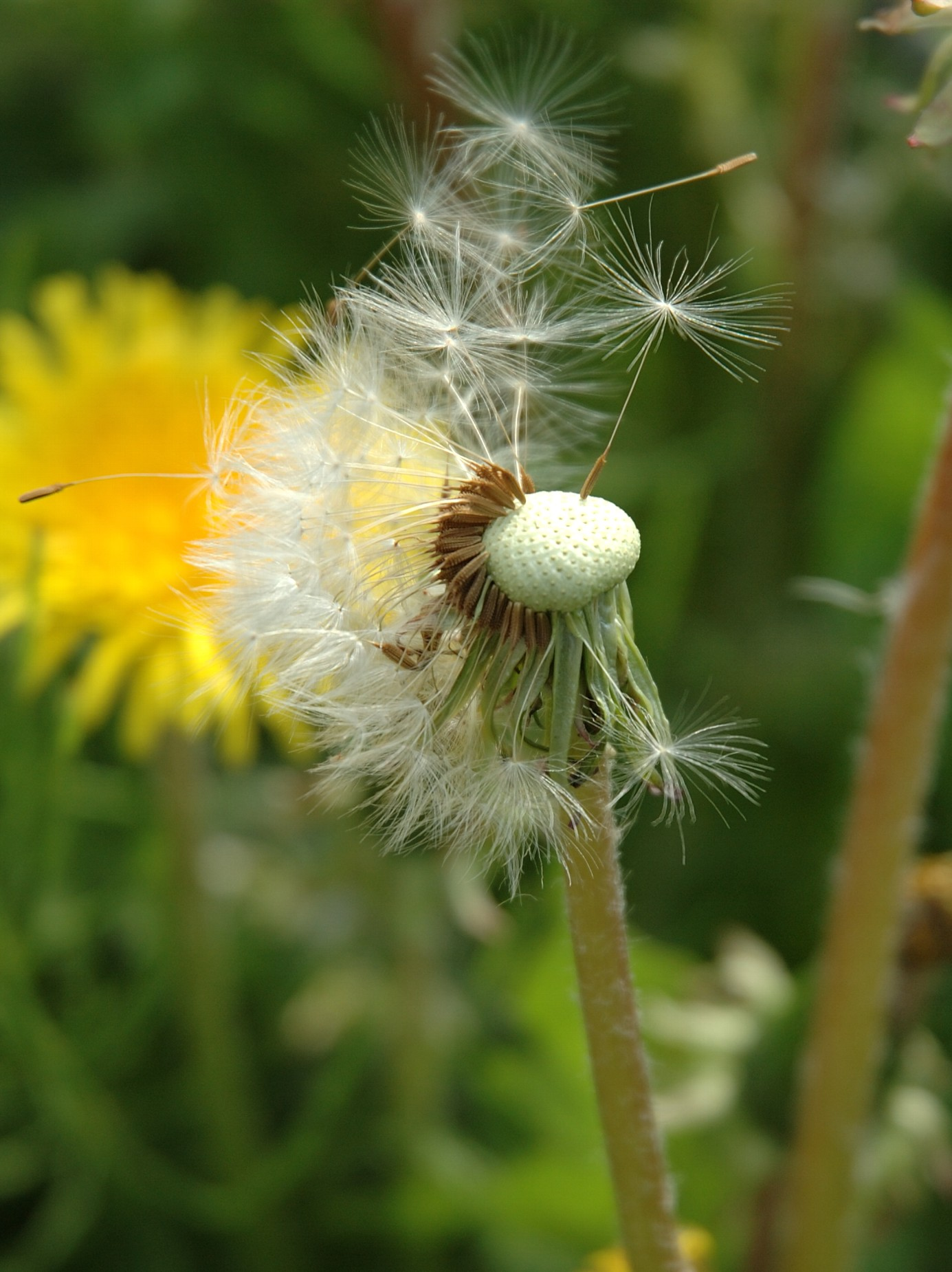
タンポポの種（綿毛）が飛散している様子
タンポポの種子
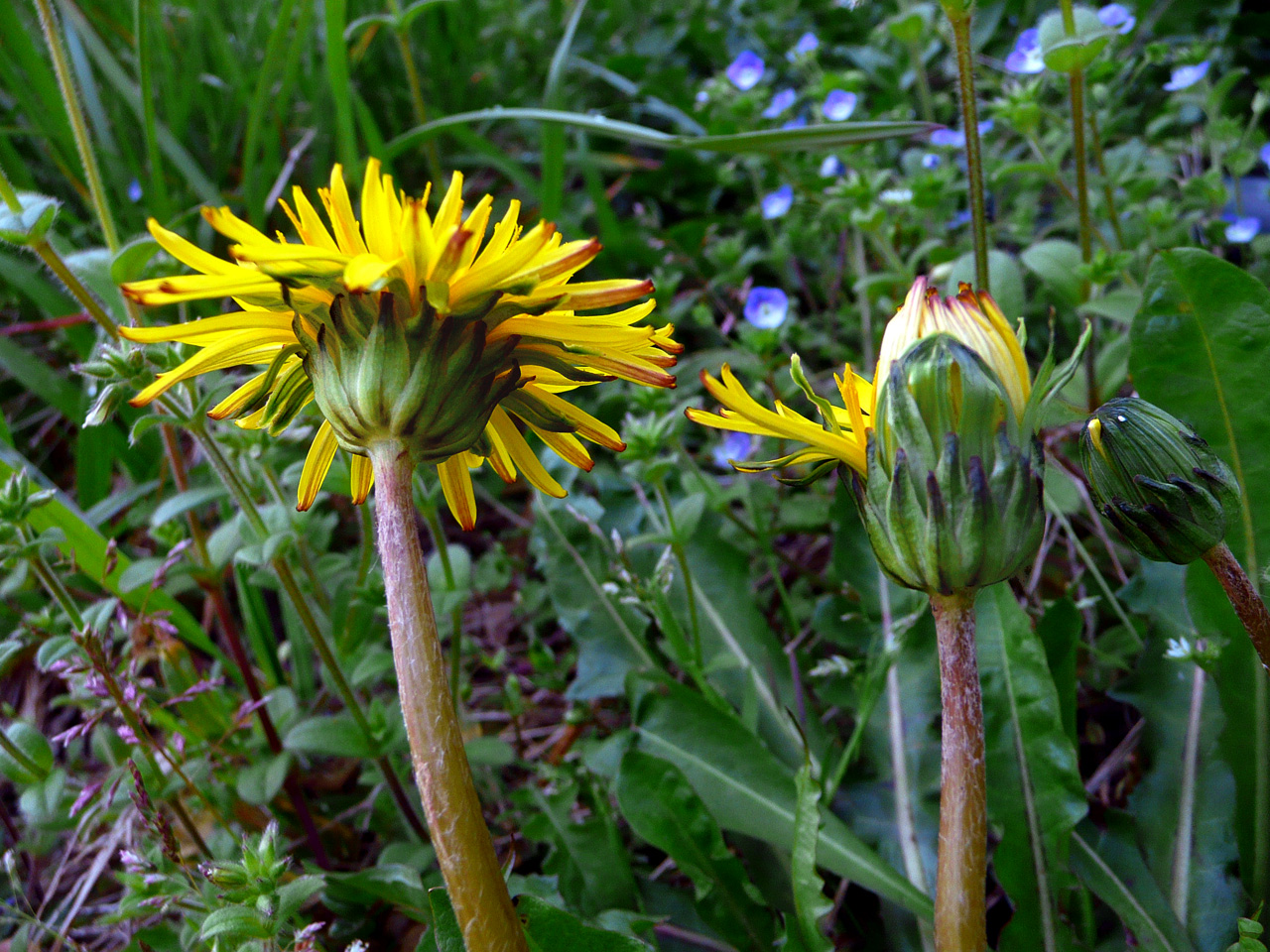
苞片（オキタンポポ）
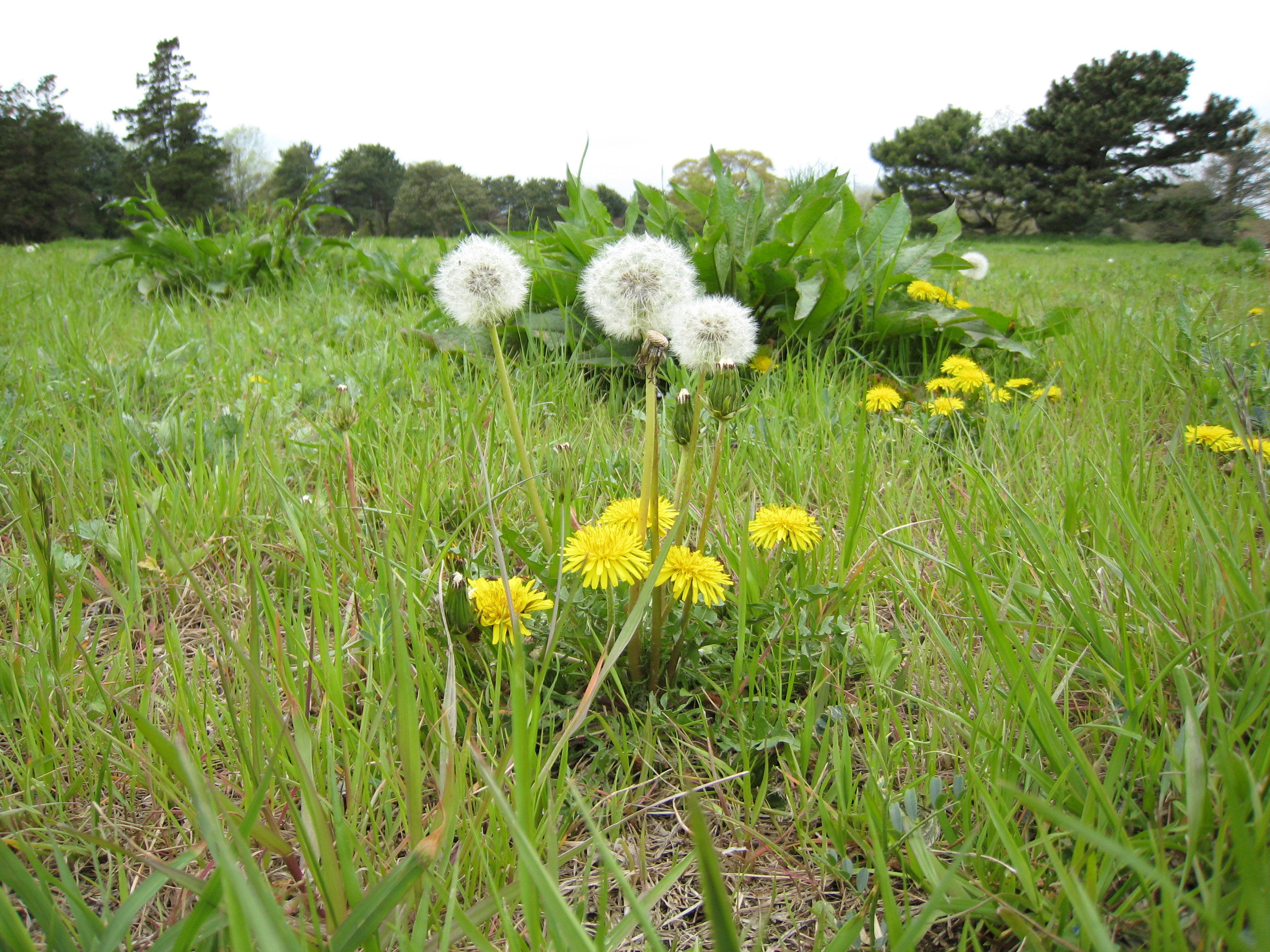
草原に咲くタンポポの花と綿毛。綿毛の茎は花よりも高く立ち上がる。
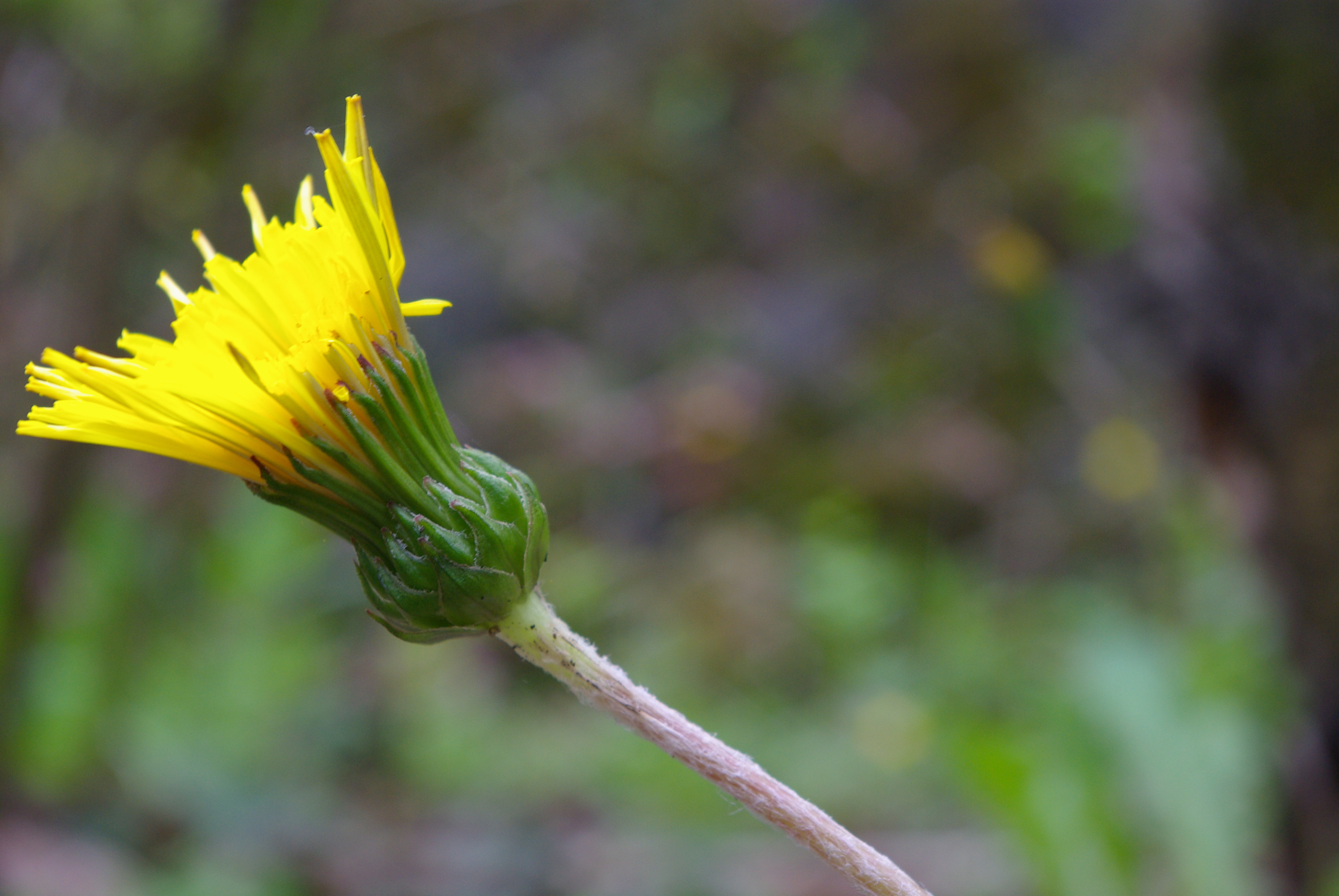
日本タンポポ 総苞部分の拡大
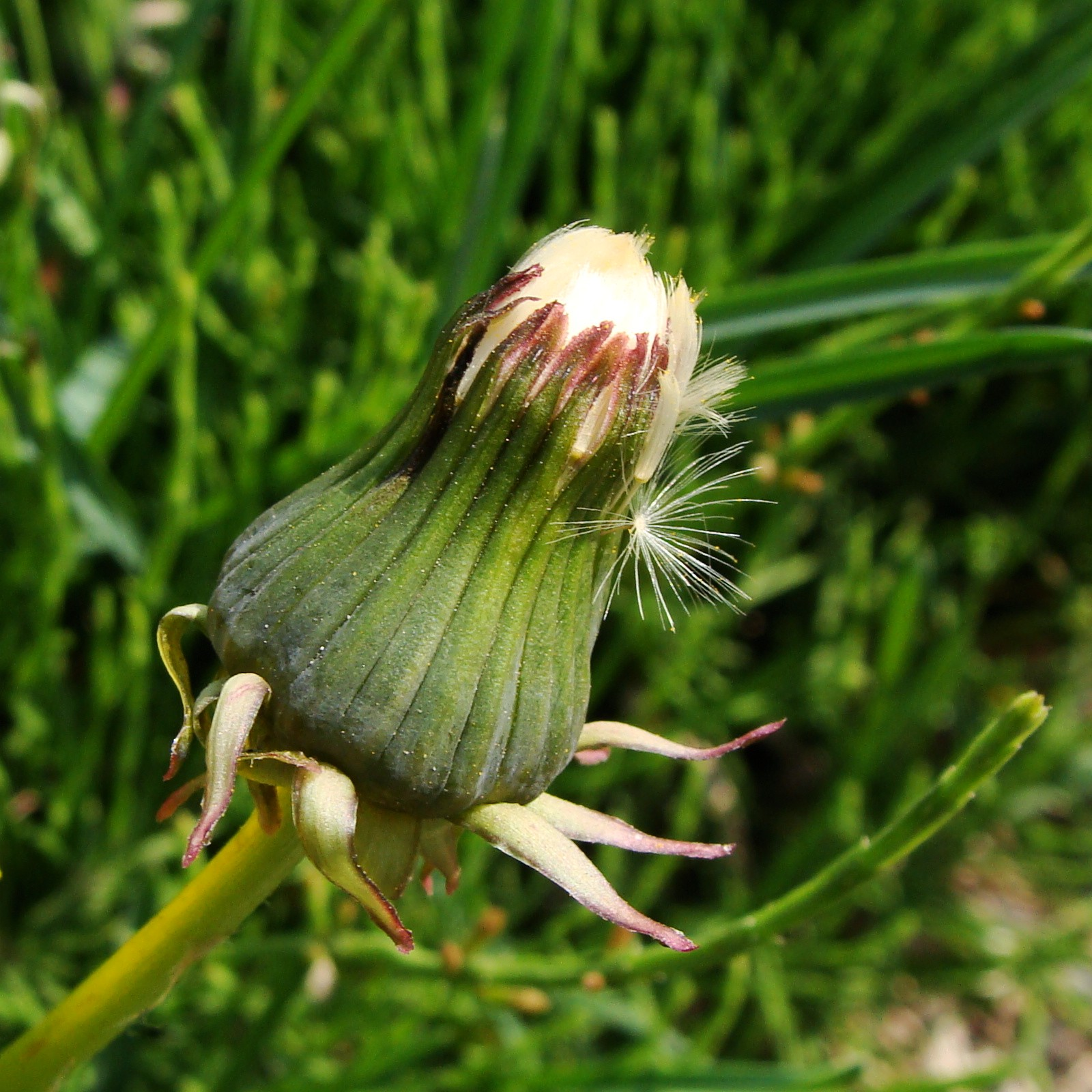
綿毛が開く前の蕾

## 文化
春を象徴する代名詞のように使われ、俳句や連歌で春の季語として詠まれている。